# تیراندازی در ناآرامی‌های کنوشا

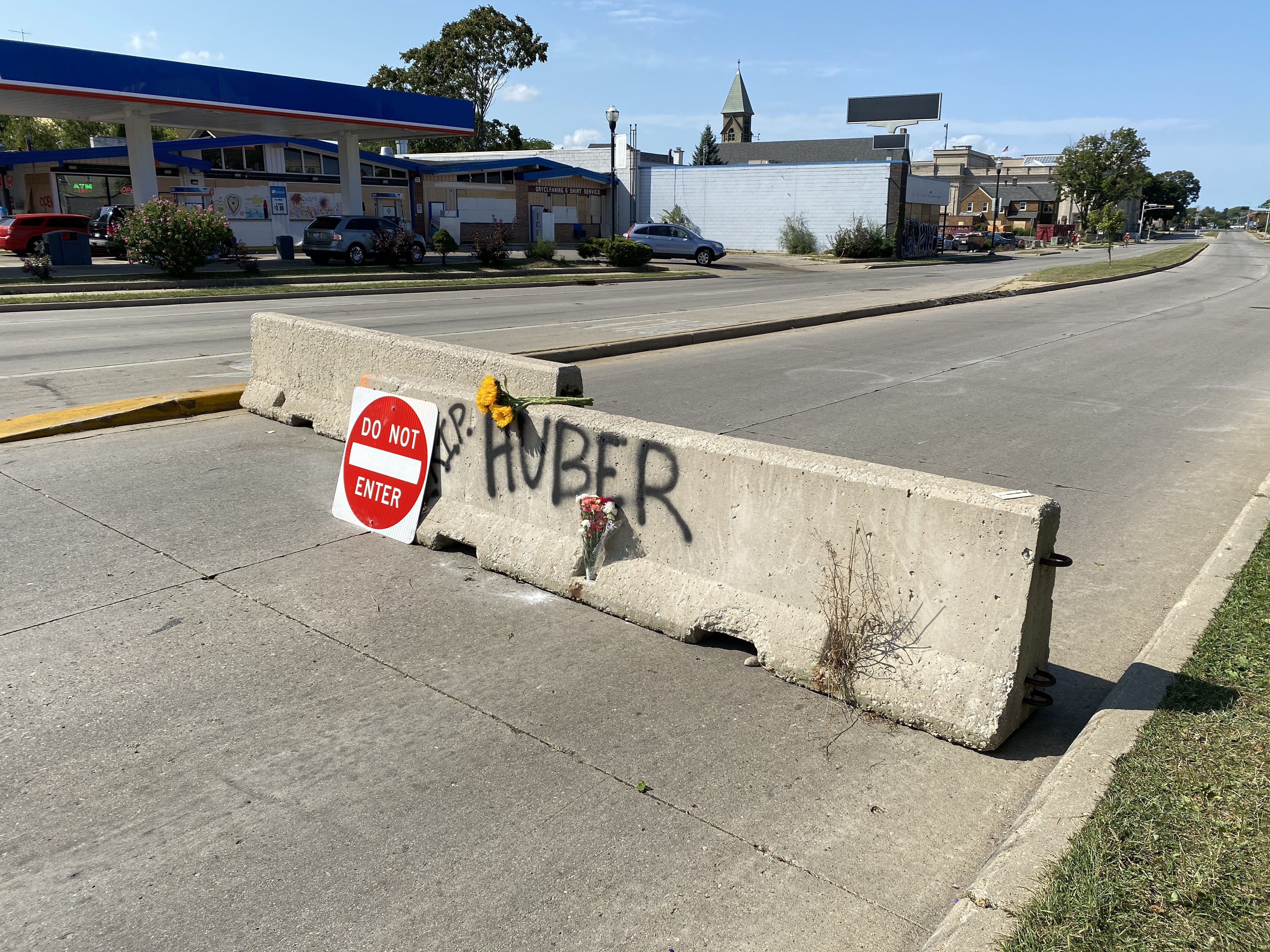
محل تیراندازی در ناآرامی‌های کنوشا

در ۲۵ اوت ۲۰۲۰، در جریان ناآرامی‌ها در کنوشا، ویسکانسین پس از تیراندازی پلیس به جیکوب بلیک، کایل ریتنهاوس، یک جوان ۱۷ ساله اسلحه به دست، اهل آنتیوک، ایلینوی، طی یک درگیری به سه مرد شلیک کرد که دو تن از آنها کشته و یک نفر دیگر هم زخمی شد. او به اتهام دو فقره قتل و یک فقره اقدام به قتل، یک مورد حمل غیرقانونی اسلحه گرم و یک مورد نقض مقررات منع آمد و شد و تشویق به درگیری و آشوب دستگیر شد. ریتنهاوس به یک تفنگ سبک ای‌آر-۱۵ مسلح بود و گفت که در کنوشا بوده تا از یک نمایندگی خودرو در برابر خرابکاری محافظت کند و کمک‌های پزشکی ارائه دهد.

## نتیجه دادگاه
محاکمه کایل ریتنهاوس روز جمعه ۱۹ نوامبر۲۰۲۱ برگزار شد. قاضی بروس شرودر اتهام مالکیت غیرقانونی و اتهام نقض مقررات منع آمد و شد را رد کرد. هیئت منصفه نیز ریتنهاوس را به اتفاق آرا از بقیه اتهامات تبرئه کرد. پس از حدود ۲۶ ساعت مشورت، هیئت منصفه توضیح ریتنهاوس مبنی بر اینکه او برای دفاع از خود در این صحنه دست به تیراندازی زده‌است را پذیرفت و او را بی گناه دانست. این رای باعث خشم سیاه پوستان در برخی شهرهای آمریکا شده‌است.
توماس بینگر، دادستان این پرونده گفت:این پرونده منعکس کننده شکاف شدید در کشور بود؛ محافظه کاران آن را یک پیروزی برای مفهوم دفاع از خود و لیبرال‌ها آن را شکست سیستم عدالت کیفری می‌دانستند.
فرماندار کالیفرنیا گفت که این حکم به عنوان پیامی برای 'افراد مسلح' بود که 'شما می‌توانید قانون را زیر پا بگذارید، سلاح‌هایی را که برای ارتش ساخته شده‌است حمل کنید، به مردم شلیک کنید و بکشید، نگرانی نداشته باشید.'
بایدن در واکنش به این تبرئه گفت: «بسیاری از آمریکایی‌ها، از جمله من، احساس خشم و نگرانی دارند»، اما او همچنین از تظاهرکنندگان خواست تا اعتراضات صلح‌آمیز داشته باشند. او پیشتر به خبرنگاران گفت: «من پشت آنچه که هیئت منصفه تصمیم‌گیری کرده‌است، می‌ایستم.
جمهوری خواهان نیز معتقدند که 'عدالت اجرا شده‌است.'

## برای مطالعهٔ بیشتر
- Williams, Paige (28 June 2021). "Kyle Rittenhouse, American Vigilante". The New Yorker.
- باک کلارک، داگ و کاستلو، ژاکلین (آوریل 2021). "میدان نبرد آمریکایی: ۷۲ ساعت در کنوشا". جی کیو